# Cabera exanthemaria
Cabera exanthemaria là một loài bướm đêm trong họ Geometridae.